# Dřetovice (železniční zastávka)
Dřetovice jsou železniční zastávka ve stejnojmenné obci v okrese Kladno. Leží v km 14,062 jednokolejné neelektrizované železniční trati Kralupy nad Vltavou – Kladno mezi stanicemi Brandýsek a Otvovice.

## Historie
Stanice byla vystavěna společnosti Buštěhradská dráha (BEB) ze směru z Kralupy nad Vltavou, kudy od roku 1850 procházela trať společnosti Severní státní dráha (NStB) spojující Prahu a Drážďany, do Kladna, pravidelný provoz zde byl zahájen 16. listopadu 1855.

## Popis zastávky
V zastávce byl v roce 2018 zděný přístřešek a panelové nástupiště 146 m dlouhé ve výšce 250 mm nad temenem kolejnice. V blízkosti zastávky v km 14,028 je přejezd P2456, který je vybaven kříži. Na tomto přejezdu trať kříží účelová komunikace do obce Dřetovice.